# Rimae Theaetetus
Le Rimae Theaetetus sono una struttura geologica della superficie della Luna.